# Aspa (Nyköpings kommun)
 For alternative betydninger, se Aspa. (Se også artikler, som begynder med Aspa)
Aspa er en småort i Nyköpings kommun i Södermanlands län i Sverige, beliggende ved länsväg 223 omkring 20 kilometer nord for Nyköping. Byen ligger i Ludgo socken, ved Storån som forbinder søerne Eknaren og Ludgosjön.
I 1990 afgrænsedes en småort ved krydset mellem länsväg 223 og länsväg D 824 og sydpå langs länsväg 223. Ved afgrænsningen i 1995 blev området syd for Lidsvagen fjernet fra småortsafgrænsningen. I 2010 afgrænsedes i stedet en ny småort med navnet Nedre Aspa i denne del.
I Aspa har der engang ligget en peberkagefabrik.

## Aspa löt
Ved Aspa lå Rönö härads første tingsted. Stedet benævnes Aspa löt, det sidstnævnte ord betyder "eng" eller "skråning". Den middelalderlige Eriksgatan passerede gennem Aspa löt på vejen mellem Gripsholm Slot og Nyköpingshus, hvilket stort set er den samme strækning som den nuværende länsväg 223. På stedet findes flere fortidsminder, heriblandt fire runesten.
På tingstedet ligger en stor gravhøj, kaldet Tingshögen, som er 2,5 meter høj og 30 meter i diameter.
Omkring 150 meter nord for Tingshögen og langs med landevejen står to rejste sten og to runesten. De rejste sten er 1,3 og 1,7 meter høje. De to runesten kaldes Sö 138 og Sö 137 og er begge 2,1 meter høje.
Yderligere 150 meter nordpå langs med vejen står yderligere to runesten, Sö 141 og Sö Fv1948;289. Sidstnævnte sten er kendt for at såvel Danmark som Svitjod nævnes, hvilket er det første skriftlige bevis på navnet Svitjod, senere Sverige.
Runestenen Sö 136 stod tidligere på stedet, men er nu forsvundet. Runestenene er dateret til 1000-tallet, hvilket vil sige slutningen af vikingetiden.
- Tingshögen ved Aspa
- Runestenene Sö 138 og Sö 137
- Runesten, Sö 141 og Sö Fv1948;289 ved Aspa bro